# Filippo Pennino
Filippo Pennino (Palermo, 1755 – Palermo, 1801) è stato uno scultore italiano.

## Biografia

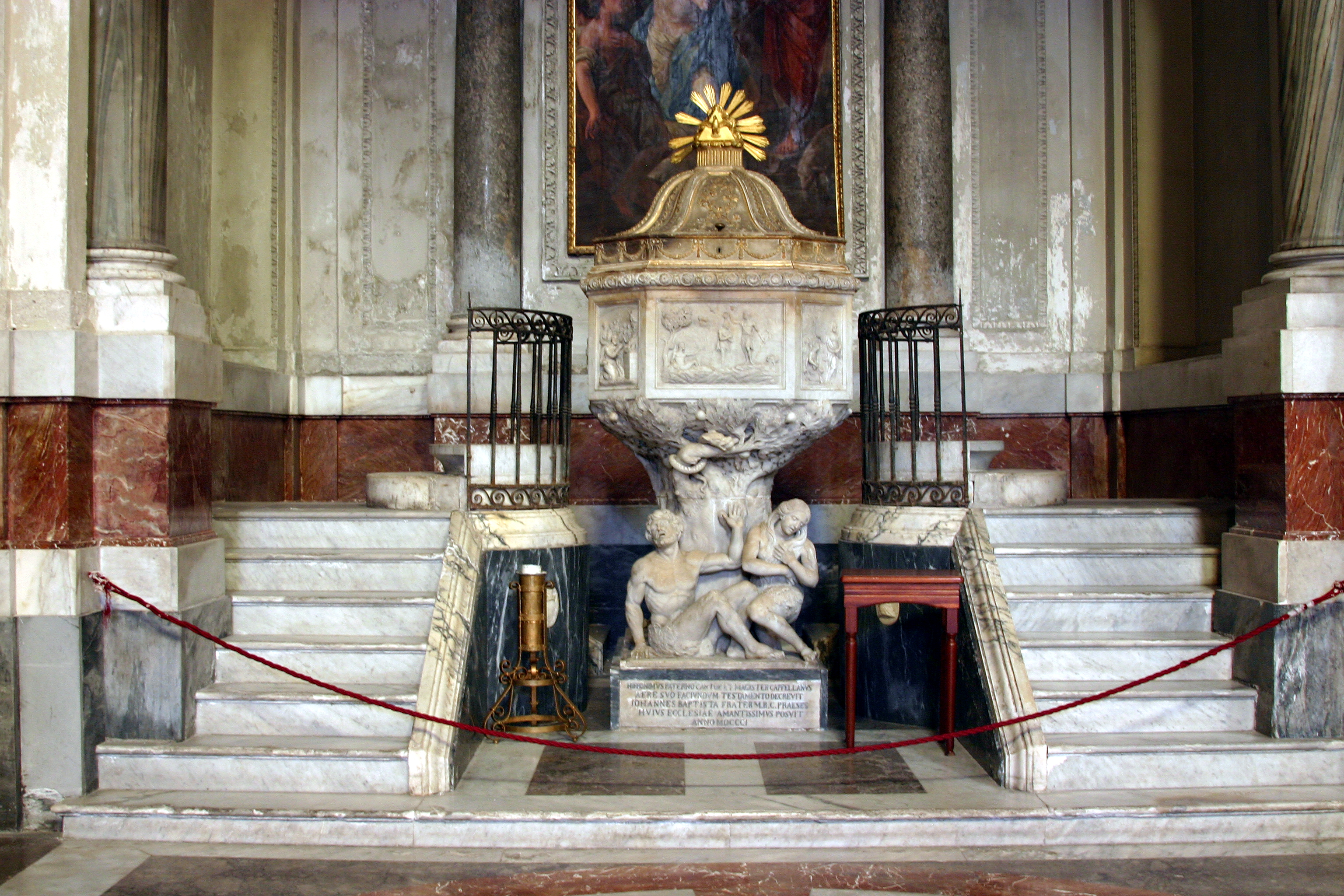
Fonte battesimale, cattedrale di Palermo.

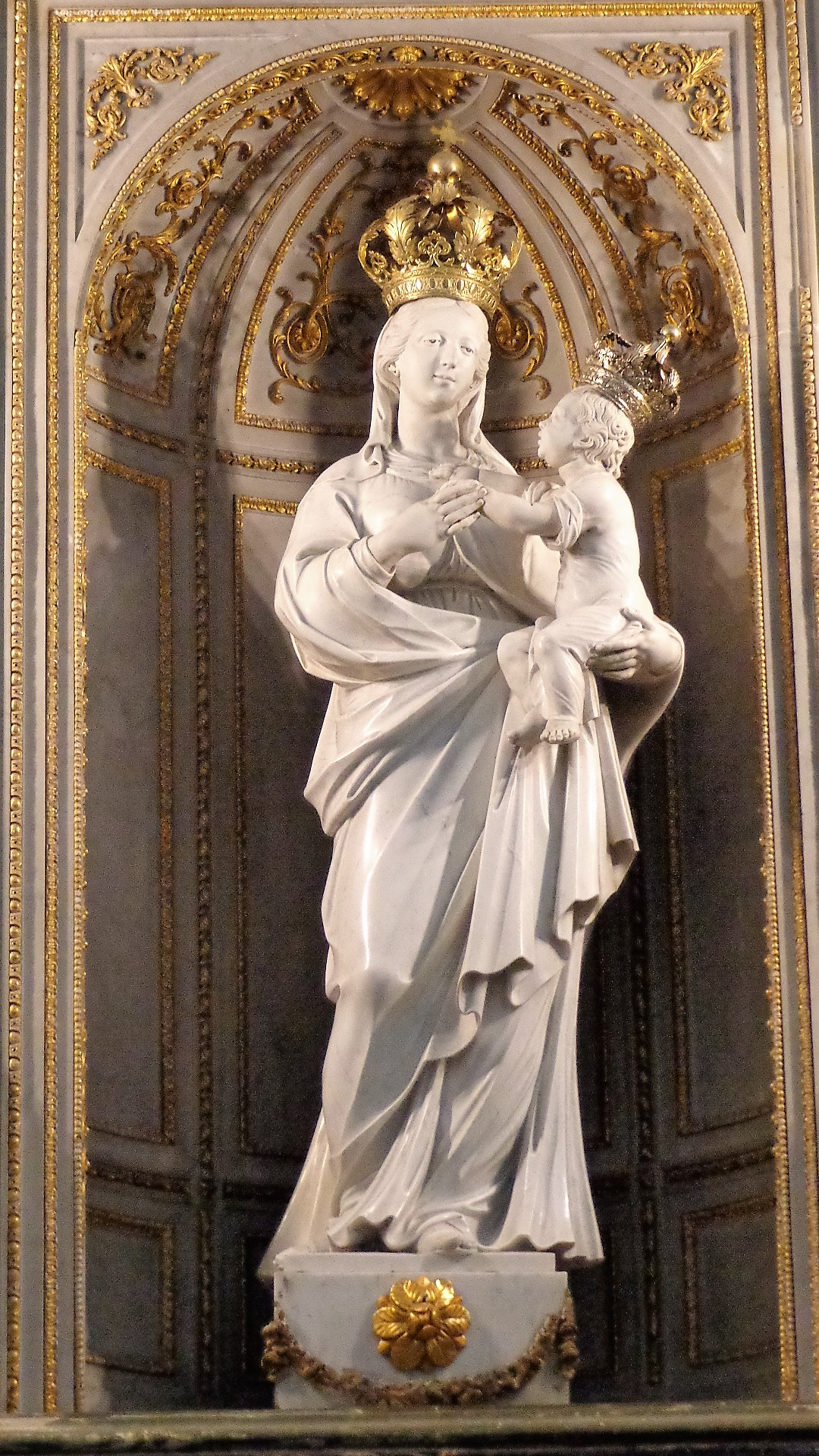
Vergine con bambino, chiesa della Madonna di Monte Oliveto.

Ha vissuto e svolto la sua attività a Palermo. Fratello di Giacomo Pennino e allievo di Ignazio Marabitti. La maggior parte delle informazioni su tale artista sono ricavate dalle sue opere.
A lui si deve la realizzazione della Fontana con Tritone e Puttini di Villa Trabia a Bagheria e l'Angelo all'entrata dell'Oratorio di San Filippo Neri.
Scolpì inoltre diversi monumenti funerari, tra cui uno dedicato a Mallia nel duomo di Santa Maria Assunta di Gela.
Nel 1801, poco prima di morire, realizzò un fonte battesimale ottagonale per la basilica cattedrale metropolitana primaziale della Santa Vergine Maria Assunta assieme a suo figlio Gaetano Pennino, che egli iniziò alla scultura.

## Opere

### Agrigento e provincia
Bivona 
- 1763, Monumento funebre, manufatto marmoreo commissionato per il marchese Ignazio Maria Greco, opera custodita nella chiesa di San Giacomo.

 Santo Stefano Quisquina 
- 1775, Santa Rosalia, statua marmorea, opera custodita nell'altare maggiore della chiesa dell'Eremo di Santa Rosalia alla Quisquina.

### Palermo e provincia
Palermo 
- 1769, Monumento funebre del marchese Vincenzo Natoli, manufatto marmoreo, opera custodita nella chiesa di Santa Maria della Pace (Cappuccini).
- XVIII secolo, Angelo con stemma e putto, manufatto marmoreo, opera collocata nel prospetto dell'Oratorio di San Filippo Neri.[3]
  - Statue, manufatti in gesso collocate alle estremità del cornicione del prospetto.
  - Capitelli, manufatti marmorei colonnato interno.
- XVIII secolo, Fonte battesimale, manufatto marmoreo, opera realizzata su disegno di Ignazio Marabitti e custodita nella chiesa di Sant'Antonio Abate.
- XVIII secolo, Vergine con bambino, statua marmorea, opera custodita nella cappella eponima della chiesa della Madonna di Monte Oliveto.
- XVIII secolo, Sogno di Giuseppe, altorilievo marmoreo, opera custodita nella Cappella di San Giuseppe della chiesa di San Giuseppe dei Teatini.

 San Martino delle Scale 
- XVIII secolo, Papa Pio VII, mezzobusto, scultura marmorea, opera documentata nella quadreria del monastero della Congregazione cassinese della basilica abbaziale di San Martino delle Scale.[4][5]

### Trapani e provincia
Alcamo 
- 1776, Sant'Eligio, statua in marmo bianco di Carrara, opera realizzata su commissione dei confrati di Sant'Eligio custodita nella chiesa di Sant'Oliva.